# Liza Snyder
Liza Snyder (* 20. März 1968 in Northampton, Massachusetts) ist eine US-amerikanische Schauspielerin und Filmregisseurin.

## Karriere
Snyder studierte am Neighborhood Playhouse School of Theatre Schauspiel unter Sanford Meisner. Ihre Mutter ist die Schauspielerin Babbie Green; deren Eltern sind der fünffach oscarprämierte Komponist Johnny Green und die Schauspielerin und spätere TV-Persönlichkeit Betty Furness.
Ihren Durchbruch hatte Snyder Mitte der 1990er mit der Serie Lady Cops. Von 1998 bis 2000 spielte sie dann die beste Freundin von Christina Applegates Figur in Jesse. Im Anschluss erhielt Snyder erneut eine Serienhauptrolle: In Yes, Dear porträtierte sie bis 2006 in sechs Staffeln die Figur Christine Hughes. Mit dem Darsteller ihres Serienehemannes, Mike O’Malley, hatte Snyder 2013 einen gemeinsamen Auftritt in der Serie Raising Hope. Im August 2016 wurde bekannt, dass sie anstelle der ursprünglich vorgesehenen Jenna Fischer als weibliche Hauptdarstellerin in der CBS-Sitcom Man with a Plan verpflichtet wurde. Dort spielte sie bis 2020 in vier Staffeln an der Seite von Matt LeBlanc die Rolle der Andi Burns.

## Filmografie

### Schauspielerin
- 1992: Die Fälle der Rosie O’Neill (The Trials of Rosie O’Neill, Fernsehserie, Folge 1x06)
- 1992: Down the Shore (Fernsehserie, Folge 2x15)
- 1994: Mord ist ihr Hobby (Murder, She Wrote, Fernsehserie, Folge 10x12)
- 1994–1995: Lady Cops (Sirens, Fernsehserie, 22 Folgen)
- 1996: Innocent Victims (Fernsehfilm)
- 1996: Race Against Time: The Search for Sarah (Fernsehfilm)
- 1996: Chicago Hope – Endstation Hoffnung (Chicago Hope, Fernsehserie, Folge 3x03)
- 1997: Pacific Blue – Die Strandpolizei (Pacific Blue, Fernsehserie, Folge 3x07)
- 1998–2000: Jesse (Fernsehserie, 42 Folgen)
- 2000: Das Glücksprinzip (Pay It Forward)
- 2000–2006: Yes, Dear (Fernsehserie, 122 Folgen)
- 2011: Dr. House (House, Fernsehserie, Folge 8x02)
- 2013: Raising Hope (Fernsehserie, Folge 3x17)
- 2016–2020: Man with a Plan (Fernsehserie, 69 Folgen)

### Regisseurin
- 2005: Yes, Dear (Fernsehserie, Folge 6x08)